# نايل وليامز (لاعبة سباعيات الرغبي)
نايل وليامز (بالإنجليزية: Niall Williams)‏ هي لاعبة سباعيات رغبي ‏ نيوزيلندية، ولدت في 21 أبريل 1988 في أوكلاند في نيوزيلندا.

## وصلات خارجية
- نايل وليامز على موقع أوليمبيديا (الإنجليزية)
- نايل وليامز على موقع اللجنة الأولمبية النيوزيلندية (الإنجليزية)